# Svømning under sommer-OL 2016 – 4x100 m medley (herrer)
4x100 meter medley for herrer under Sommer-OL 2016 vil finde sted den 12. august - 13. august 2016. 

## Turneringsformat
Konkurrencen blev afviklet med indledende heats og finale. Efter de indledende heats gik de otte bedste tider videre til finalen, hvor medaljerne blev fordelt. 

## Tidsplan
Nedenstående tabel viser tidsplanen for afvikling af konkurrencen:
| Dato       | Tid   | Runde  |
| ---------- | ----- | ------ |
| 12. august | 15:06 | Heats  |
| 13. august | 22:59 | Finale |

## Resultater

### Heats
| Placering | Heat | Bane | Nation         | Svømmere | Tid     | Noter |
| --------- | ---- | ---- | -------------- | --- | ------- | ----- |
| 1         | 1    | 5    | Storbritannien | Chris Walker-Hebborn (53.68) Adam Peaty (57.49) James Guy (51.48) Duncan Scott (47.82)                      | 3:30.47 | Q, NR |
| 2         | 2    | 4    | USA            | David Plummer (52.70) Kevin Cordes (59.51) Tom Shields (51.88) Caeleb Dressel (47.74)                       | 3:31.83 | Q     |
| 3         | 2    | 3    | Japan          | Ryosuke Irie (53.57) Yasuhiro Koseki (59.02) Takuro Fujii (51.73) Katsumi Nakamura (48.01)                  | 3:32.33 | Q     |
| 4         | 1    | 4    | Australien     | Mitch Larkin (53.53) Jake Packard (59.80) David Morgan (51.25) Cameron McEvoy (47.99)                       | 3:32.57 | Q     |
| 4         | 2    | 8    | Kina           | Xu Jiayu (53.45) Li Xiang (59.17) Li Zhuhao (51.81) Ning Zetao (48.14)                                      | 3:32.57 | Q     |
| 6         | 1    | 2    | Rusland        | Grigory Tarasevich (53.54) Anton Chupkov (59.39) Evgeny Koptelov (51.98) Alexander Sukhorukov (48.04)       | 3:32.95 | Q     |
| 7         | 2    | 6    | Brasilien      | Guilherme Guido (53.96) Felipe França Silva (59.64) Henrique Martins (51.64) Marcelo Chierighini (47.72)    | 3:32.96 | Q     |
| 8         | 1    | 3    | Tyskland       | Jan-Philip Glania (53.86) Christian vom Lehn (1:00.17) Steffen Deibler (51.51) Damian Wierling (48.13)      | 3:33.67 | Q     |
| 9         | 2    | 7    | Ungarn         | Gábor Balog (54.08) Dániel Gyurta (59.91) Bence Pulai (51.82) Richárd Bohus (48.08)                         | 3:33.89 |       |
| 10        | 2    | 5    | Frankrig       | Camille Lacourt (53.68) Theo Bussiere (1:01.22) Jérémy Stravius (51.70) Clement Mignon (47.87)              | 3:34.47 |       |
| 11        | 1    | 1    | Italien        | Simone Sabbioni (54.71) Andrea Toniato (1:00.62) Piero Codia (51.78) Luca Dotto (47.74)                     | 3:34.85 |       |
| 12        | 1    | 6    | Polen          | Radosław Kawęcki (54.68) Marcin Stolarski (1:00.32) Konrad Czerniak (51.82) Kacper Majchrzak (48.36)        | 3:35.18 |       |
| 13        | 2    | 2    | Sydafrika      | Christopher Reid (54.26) Cameron van der Burgh (59.87) Dylan Bosch (52.94) Devon Brown (48.43)              | 3:35.50 |       |
| 14        | 1    | 8    | Litauen        | Danas Rapšys (54.85) Giedrius Titenis (59.68) Deividas Margevicius (53.08) Simonas Bilis (48.29)            | 3:35.90 |       |
| 15        | 2    | 1    | Grækenland     | Apostolos Christou (54.68) Panagiotis Samilidis (1:00.87) Andreas Vazaios (53.27) Kristian Golomeev (47.93) | 3:36.75 |       |
| 16        | 1    | 7    | Canada         | Javier Acevedo (54.70) Jason Block (1:00.80) Mackenzie Darragh (53.53) Yuri Kisil (47.89)                   | 3:36.92 |       |

### Finale
| Rank                             | Lane | Nation         | Swimmers                                                                                               | Time          | Notes |
| -------------------------------- | ---- | -------------- | --- | ------------- | ----- |
| 1                                | 5    | USA            | Ryan Murphy (51.85) VR Cody Miller (59.03) Michael Phelps (50.33) Nathan Adrian (46.74)                | 3:27.95       | OR    |
| 2. plads, sølvmedaljemodtager(e) | 4    | Storbritannien | Chris Walker-Hebborn (53.68) Adam Peaty (56.59) James Guy (51.35) Duncan Scott (47.62)                 | 3:29.24       | NR    |
| 3                                | 6    | Australien     | Mitch Larkin (53.19) Jake Packard (58.84) David Morgan (51.18) Kyle Chalmers (46.72)                   | 3:29.93       |       |
| 4                                | 7    | Rusland        | Evgeny Rylov (52.90) Anton Chupkov (59.10) Aleksandr Sadovnikov (52.08) Vladimir Morozov (47.22)       | 3:31.30       |       |
| 5                                | 3    | Japan          | Ryosuke Irie (53.46) Yasuhiro Koseki (58.65) Takuro Fujii (51.56) Katsumi Nakamura (48.30)             | 3:31.97       |       |
| 6                                | 1    | Brasilien      | Guilherme Guido (54.23) João Gomes Júnior (58.59) Henrique Martins (51.52) Marcelo Chierighini (48.50) | 3:32.84       |       |
| 7                                | 8    | Tyskland       | Jan-Philip Glania (54.14) Marco Koch (59.63) Steffen Deibler (51.69) Damian Wierling (48.04)           | 3:33.50       |       |
|                                  | 2    | Kina           | Xu Jiayu (53.21) Li Xiang (58.59) Li Zhuhao Ning Zetao (47.95)                                         | DSQ (3:30.70) |       |